# الصافية (بعدان)

تعديل مصدري - تعديل

الصافية هي إحدى قرى عزلة الحيث بمديرية بعدان التابعة لمحافظة إب، بلغ تعداد سكانها 508 نسمة حسب تعداد اليمن لعام 2004.